# Chersotis leonhardi
Chersotis leonhardi là một loài bướm đêm trong họ Noctuidae.